# Meteorium livens
Meteorium livens là một loài Rêu trong họ Meteoriaceae. Loài này được (Schwägr.) Mitt. mô tả khoa học đầu tiên năm 1869.